# Open d'Égypte
L’Open d’Égypte est une compétition de taekwondo organisée annuellement par la Fédération égyptienne de taekwondo. Les trois premières éditions sous le label « WTF-G1 » se déroulèrent à Alexandrie. En 2014, ce tournoi est élevé au rang « WTF-G2 » et se déroule à Louxor.

## Lieu des éditions
| Lieu       | Année | Année | Année | Année | Année | Année | Année | Année | Année | Année | Année |
| Lieu       | 09    | 10    | 11    | 12    | 13    | 14    | 15    | 16    | 17    | 18    | 19    |
| ---------- | ----- | ----- | ----- | ----- | ----- | ----- | ----- | ----- | ----- | ----- | ----- |
| Alexandrie |       |       |       |       |       |       |       |       |       |       |       |
| Louxor     |       |       |       |       |       |       |       |       |       |       |       |
| Hurghada   |       |       |       |       |       |       |       |       |       |       |       |

## Palmarès hommes
| WTF-G2 | WTF-G2             | WTF-G2                 | WTF-G2        | WTF-G2             | WTF-G2                 | WTF-G2                | WTF-G2             | WTF-G2                       |
| Année  | -54 kg             | -58 kg                 | -63 kg        | -68 kg             | -74 kg                 | -80 kg                | -87 kg             | +87 kg                       |
| ------ | ------------------ | ---------------------- | ------------- | ------------------ | ---------------------- | --------------------- | ------------------ | ---------------------------- |
| 2019   | Moustapha Kama     | Zaid Kareem            | Jaouad Achab  | Javier Pérez       | Daniel Quesada         | Saleh Al-Sharabaty    | Vladyslav Bondar   | Issoufou Alfaga Abdoul Razak |
| 2018   | Vito Dell'Aquila   | Mohamed Farag          | Kaloyan Binev | Vladimir Dalakliev | Ahmad Abughaush        | Saleh Al-Sharabaty    | Smaiyl Duisebay    | Ruslan Zhaparov              |
| 2017   | Moaz Nabil         | Hedi Neffati           | Lovre Brečić  | Claudio Treviso    | Seif Eissa             | Aleksandar Radojković | Seydou Gbané       | Mohamed Ayman                |
| 2016   | Mourad Laachraoui  | Salaheddine Bensalah   | Jaouad Achab  | Ahmad Abughaush    | Kim Hun                | Oussama Oueslati      | Alexander Bachmann | Issoufou Alfaga Abdoul Razak |
| 2015   | Jesús Tortosa      | Safwan Khalil          | Jaouad Achab  | Alexey Denisenko   | Raúl Martínez          | Oussama Oueslati      | Vladislav Larin    | Volker Wodzich               |
| 2014   | Mikayil Aliyev     | Levent Tuncat          | Jaouad Achab  | Ruebyn Richards    | Ilkin Shahbazov        | Lutalo Muhammad       | Yassine Trabelsi   | Mohamed Ayman                |
| WTF-G1 |                    |                        |               |                    |                        |                       |                    |                              |
| 2013   | Samir Aydinov      | Samir Javadli          | Felipe Enju   | Huseyn Mehreliyev  | Seif El-Din Eltrabolsy | Ramin Azizov          | Yasin Eltrobolsky  | Kerolos Ezat                 |
| 2010   | Mohammad Al-Bakhit | Said Shawky            | Dmitry Frank  | Ibragim Mextiev    | Nabil Hassan           | Hamad Khalil          | Ali Nasr           | Mohammad Ayman               |
| Année  | -54 kg             | -58 kg                 | -62 kg        | -67 kg             | -72 kg                 | -78 kg                | -84 kg             | +84 kg                       |
| 2009   | Sherif Wasfy       | Mohammed Abo-Al-Kassem | Tamer Salah   | Abdallah Osama     | Mohammed Fathy         | Mohammed Ali          | Osama Abdel-Rahman | Sherif Rany                  |

## Palmarès femmes
| WTF-G2 | WTF-G2               | WTF-G2             | WTF-G2                        | WTF-G2             | WTF-G2        | WTF-G2               | WTF-G2            | WTF-G2               |
| Année  | -46 kg               | -49 kg             | -53 kg                        | -57 kg             | -62 kg        | -67 kg               | -73 kg            | +73 kg               |
| ------ | -------------------- | ------------------ | ----------------------------- | ------------------ | ------------- | -------------------- | ----------------- | -------------------- |
| 2019   | Anja Stojkovic       | Kristina Tomić     | Tijana Bogdanović             | Nada Laaraj        | Marta Calvo   | Hedaya Wahba         | Alema Hadzic      | Marlene Jahl         |
| 2018   | Rukiye Yıldırım      | Vanja Stanković    | Inese Tarvida                 | Hatice Kübra İlgün | İrem Yaman    | Maristella Smiraglia | Nafia Kuş         | Maeva Mellier        |
| 2017   | Fadia Farhani        | Nour Abdelsalam    | Roxana Nothaft                | Clara Mallien      | Indra Craen   | Urgence Mouega       | Mamina Koné       | Wiam Dislam          |
| 2016   | Fadia Farhani        | Iris Silva         | Rahma Ben Ali                 | Nikita Glasnovic   | Marta Calvo   | Seham El-Sawalhy     | Yanna Schneider   | Reshmie Oogink       |
| 2015   | Iris Silva Tang Sing | Lucija Zaninovic   | Radwa Abdelkader Elsayed Rada | Eva Calvo          | Irem Yaman    | Haby Niare           | Raphaella Galacho | Gwladys Epangue      |
| 2014   | Sümeyye Manz         | Yasmina Aziez      | Hatice Kübra Yangın           | Hedaya Malak       | Marina Sumić  | Farida Azizova       | Milica Mandić     | Anne-Caroline Graffe |
| WTF-G1 |                      |                    |                               |                    |               |                      |                   |                      |
| 2013   | Fadia Elfarahany     | Fernanda Mattos    | Habiba Elwasalaty             | Josiane Lima       | Wafaa Blar    | Farida Azizova       | Rania Elhalaby    | Hagar Ossama         |
| 2010   | Maria Smirnova       | Svetlana Igumenova | Alexandra Luchagina           | Samira Saad-Alla   | Marah Alsqour | Seham El-Sawalhy     | Hend Mosa         | Noha Abd Rabo        |
| Année  | -47 kg               | -51 kg             | -55 kg                        | -59 kg             | -63 kg        | -67 kg               | -72 kg            | +72 kg               |
| 2009   | Basma Ibrahim        | Caroline Maher     | Hend Mohammed                 | Samera Megahed     | Noran Ezzat   | Seham Mohammed       | Heba Mahmoud      | Maryam Gamil         |